# Thụ thể chemokine C-C type 7
Thụ thể chemokine C-C type 7 là một protein được mã hóa bởi gen CCR7 ở người. Hai phối tử đã được xác định: phối tử chemokine 19 (mô típ C-C) (CCL19/ELC) và phối tử chemokine 21 (mô típ C-C) (CCL21).
CCR7 gần đây cũng đã được chỉ định là CD197 (cụm biệt hóa 197).

## Chức năng
Protein do gen này mã hóa là một thành viên của họ thụ thể bắt cặp với protein G. Thụ thể này được xác định khi gen được cảm ứng bởi virus Epstein-Barr (EBV), và được cho là chất trung gian gây ra tác động EBV lên tế bào lympho B. Thụ thể này được biểu hiện ở các mô bạch huyết khác nhau và kích hoạt các tế bào lympho B và T. CCR7 đã được chứng minh là có tác dụng kích thích sự trưởng thành của tế bào tua. CCR7 cũng tham gia vào việc di chuyển các tế bào T đến các cơ quan lympho thứ phát khác nhau như các hạch bạch huyết và lá lách cũng như sự di chuyển của các tế bào T trong lá lách.
Hoạt hóa các tế bào tua ở các mô ngoại vi gây ra biểu hiện CCR7 trên bề mặt tế bào, chúng nhận diện CCL19 và CCL21 được tạo ra trong hạch bạch huyết và làm tăng biểu hiện các phân tử đồng kích thích (B7) và MHC lớp I hoặc MHC lớp II trên tế bào tua.

## Ý nghĩa lâm sàng
CCR7 được biểu hiện bởi các tế bào ung thư khác nhau, chẳng hạn như ung thư phổi không tế bào nhỏ, ung thư dạ dày và ung thư thực quản. Sự biểu hiện CCR7 của các tế bào ung thư có liên quan đến sự di căn đến các hạch bạch huyết.